# المنشية (الخرطوم)

## الموقع
يحد المنشية  شرقاً شارع النيل (الخرطوم) وغرباً شارع الستين (بشير النفيدي) وشمالا شارع كبري المنشية وجنوباً شارع الطيب صالح

## التسمية
أسماء الأحياء قد يكون لها علاقة ما بالتشكيلات الطبقية والاقتصادية في كل مجتمع، نجد ان هنالك الكثير من الاحياء بمدينة الخرطوم ذات أسماء عربية. الحي يمتاز بأنه من الأحياء الأكثر فخامة وثراء. تقول الرويات انه سمي على حي المنشية المصري بقاهرة المعز

## المناخ
حي المنشية  في مينة الخرطوم التي تعتبر واحدة من المدن الرئيسية الأكثر حرارة في العالم. فقد تتجاوز درجات الحرارة فيها 48 درجة مئوية في منتصف الصيف، إلا أن المتوسط السنوي لدرجات الحرارة القصوى يبلغ حوالي 37.1 درجة مئوية، مع ستة أشهر في السنة يزيد المتوسط الشهري لدرجة الحرارة فيها عن 38 درجة مئوية. وفي كل الأحوال فأن درجات الحرارة في الخرطوم تهبط بمعدلات كبيرة خلال الليل، إلى أدنى من 15 درجة مئوية في شهر يناير / كانون الثاني وقد تصل إلى 6 درجات مئوية عند مرور جبهة هوائية باردة.

## التعليم
عرف حي المنشية التعليم منذ إنشائه ومنذ ذلك الحين انتشرت المدارس في المدينة على اختلاف مراحلها ومناهج التدريس فيها. ويمكن تقسيم المدارس في الخرطوم إلى مدارس عامة حكومية أصبح لبعضها شهرة على نطاق السودان وأخرى خاصة يديرها القطاع الخاص. يوجد به العديد من المدارس بما في ذلك مدارس الجاليات الأجنبية المقيمة فيه.

## سكان حي المنشية
اغلب سكان الحي من السياسيين والرأسمالية والارستقراط بجانب ان الحي به العديد من مقار البعثات الدبلوماسية والسفارات والمنظمات الاجنبية وكثير من المواقع الخدمية والمطاعم الفاخرة

## معالم الحي
- مسجد سيدة سنهوري: بمئذنتيه الوضاءتين، يعد مسجد «سيدة سنهوري» في العاصمة السودانية الخرطوم العلامة الأبرز في العشر الأواخر من شهر رمضان المبارك حيث اشتهر بين السودانيين منذ سنوات بأنه يجمع بين جناحي التيار الإسلامي السوداني في رمضان.

- سفارة دولة قطر في الخرطوم
- السفارة الصينية في الخرطوم

- مجمع العيادات الأردنية التخصصي

### المحال التجارية والمطاعم
- ايسكريم دريم